# Dyschoriste erecta
Dyschoriste erecta là một loài thực vật có hoa trong họ Ô rô. Loài này được (Burm.) Kuntze mô tả khoa học đầu tiên năm 1891.